# 독살형

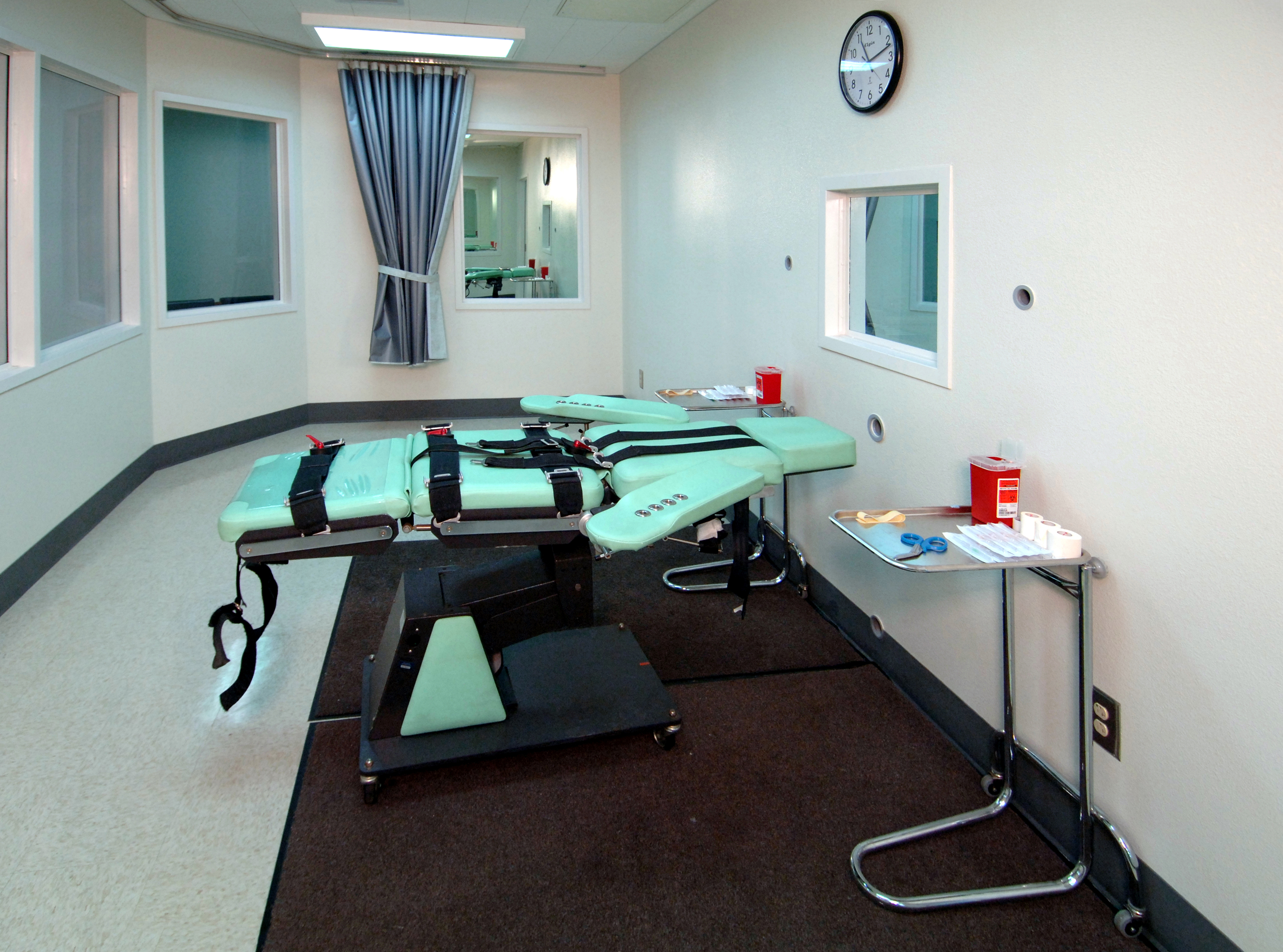
미국 캘리포니아 샌 퀜틴 주립 교도소에 있는 약물주사형 집행실

독살형(毒殺刑) 또는 독극물 주사(毒劇物注射, 영어: lethal injection)는 사형수의 몸에 독극물을 주사하여 사형수를 사형시키는 방법이다.
현재 전 세계에서 미국, 베트남, 중화인민공화국에서 이 방법을 사용하고 있다.

## 독살형 진행 과정
- 우선 약물 주입을 위한 링거를 꽂은 후, 첫번째 진정제를 주입한 후 근육이완제를 정맥 주입하여 전신마취를 시킨다.
- 다음으로 파불론(영어판)을 주입하여 근육을 이완시키고 생명활동에 필요한 기관들의 기능을 정지(마비)시킨다.
- 마지막으로 염화칼륨(KCl) 용액을 주입하여 심장박동을 정지시켜 죽게한다. 이로써 사형 집행이 끝난다.

이러한 순서로 주사하는 이유는 사형수의 마음을 안정시키기 위해 진정제를 주사하고 다음 근육이완제를 주사하여 사망에 이르는 동안 근육이 이완되어 움직일수 없어 손상을 입지 않게 한다. 다음으로는 심박동의 이상, 즉 심실잔떨림을 유도하여 심장사를 일으켜 죽게하기 위해 염화칼륨을 주사한다. 염화 칼륨이란 직접적으로 죽게하는 약물이다.
한편, 태국은 사형수가 직접 독약을 마시게하는 음독형을 시행하고있다.

## 같이 보기
- 나라별 사형제 현황